# Anting

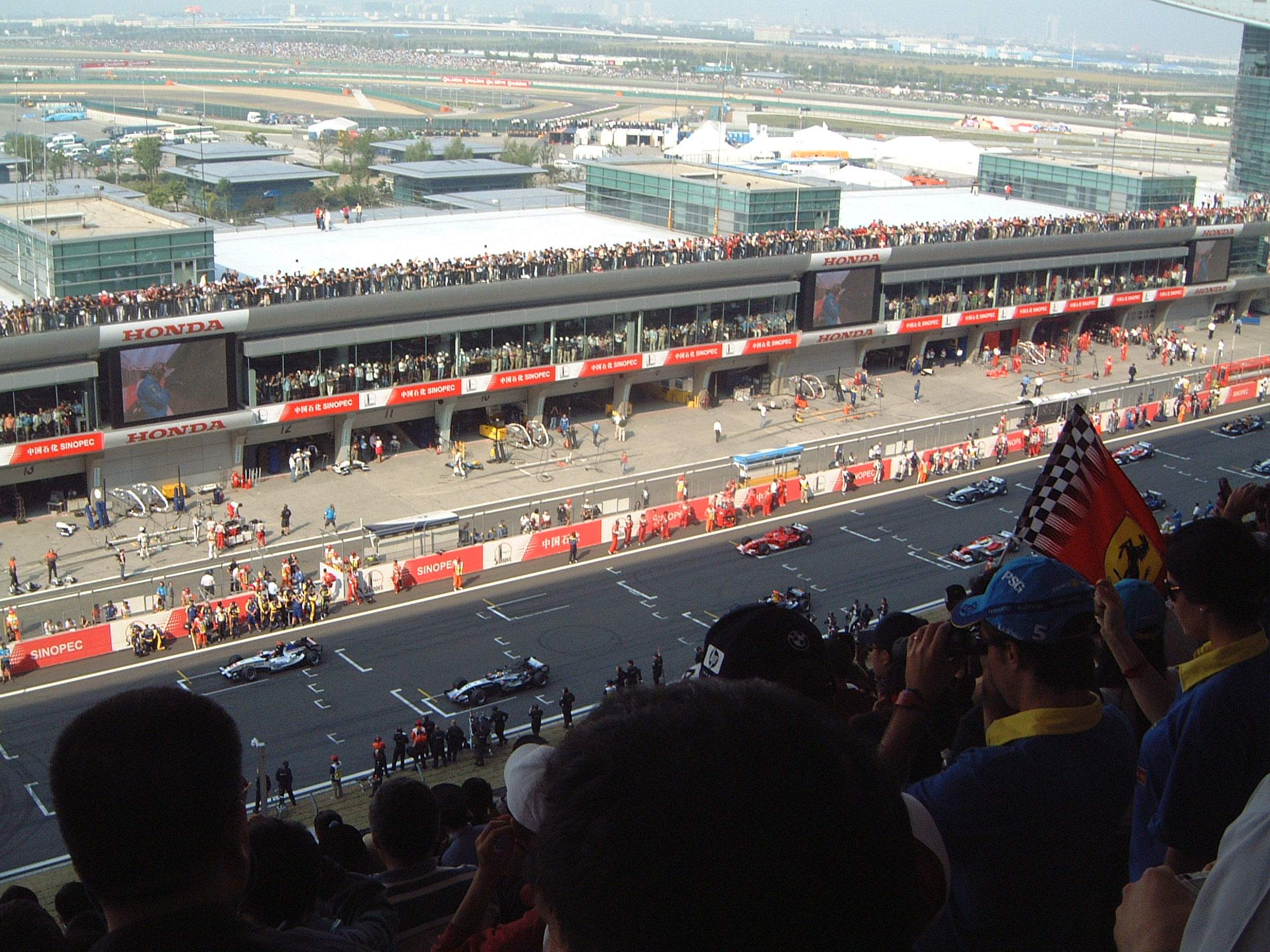
Shanghai International Circuit

Anting (chinesisch 安亭鎮 / 安亭镇, Pinyin Āntíng Zhèn) ist eine chinesische Großgemeinde. Sie liegt im Stadtbezirk Jiading der Regierungsunmittelbaren Stadt Shanghai, rund 34 km westlich vom Zentrum Shanghais entfernt an der Grenze zur benachbarten Provinz Jiangsu. Anting hat eine Fläche von 89,05 km² und 232.503 Einwohner (Stand: Zensus 2010).

## Wirtschaft und Infrastruktur

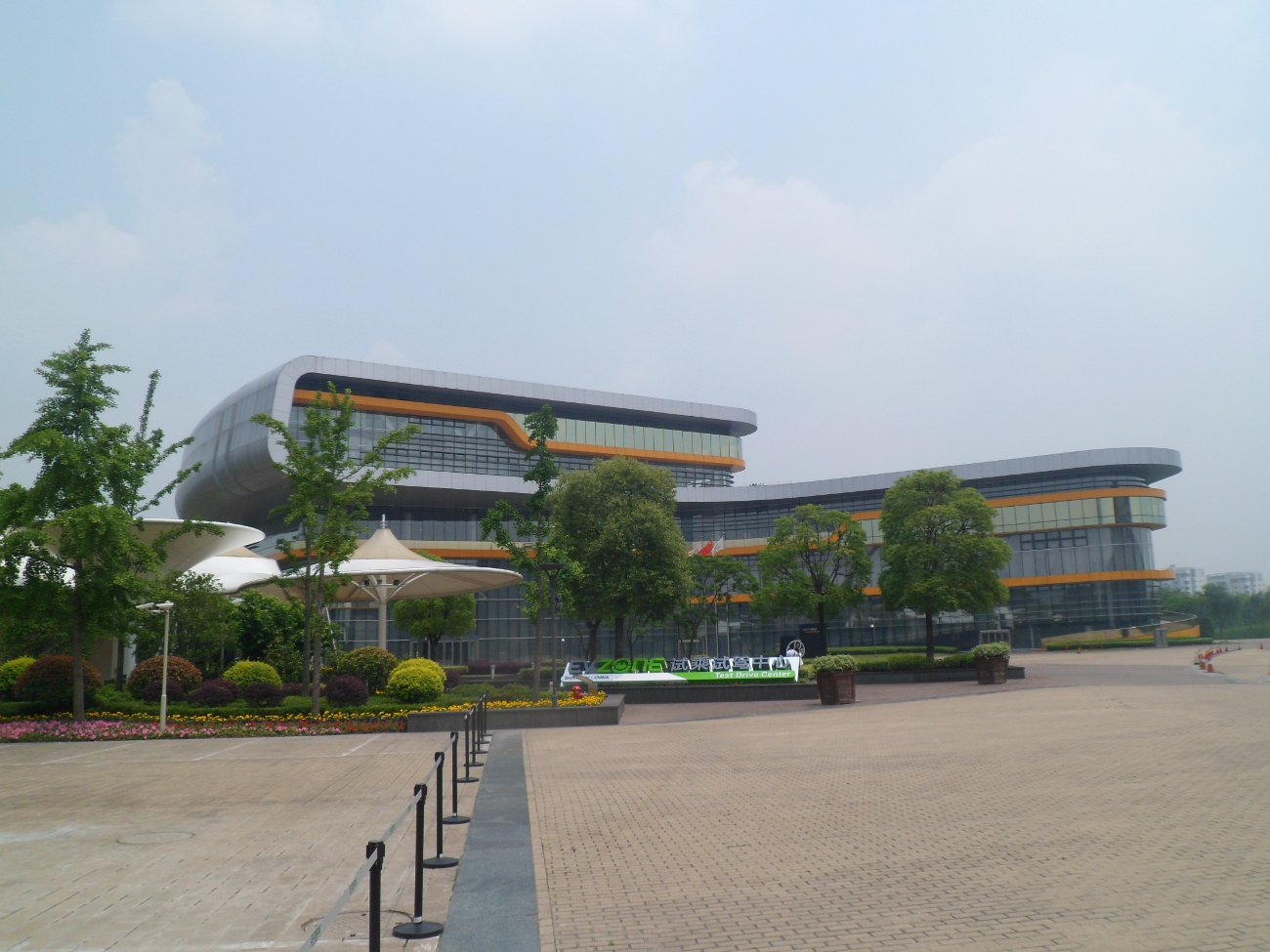
Das Automobilmuseum in Anting

Anting ist eines der Zentren der chinesischen Automobilindustrie; hier ist der Standort des deutsch-chinesischen Joint Ventures Shanghai Volkswagen, des Unternehmens mit dem größten Marktanteil in China für den Bereich PKWs. Anting wird allerdings bald durch die geplante Autostadt im Zuge der Stadterweiterung von Changchun im Norden Chinas um ein Vielfaches übertroffen werden.
In der Nähe der Großgemeinde liegt der Shanghai International Circuit, Chinas erste Formel-1-Rennstrecke, auf dem der Große Preis von China stattfindet.
In Anting befindet sich das 2007 eröffnete erste Automuseum Chinas.
Auch das Testzentrum des Elektroauto-Herstellers Nio befindet sich in Anting.
Der Bahnhof der Großgemeinde, die Anting North Railway Station ist einer von 21 Haltepunkten der Hochgeschwindigkeitsstrecke Shanghai–Nanjing Intercity High-Speed Railway.
Zudem ist der Ort durch die Linie 11 der modernen Shanghai Metro vom Stadtzentrum von Shanghai schnell erreichbar.

## Anting German Town

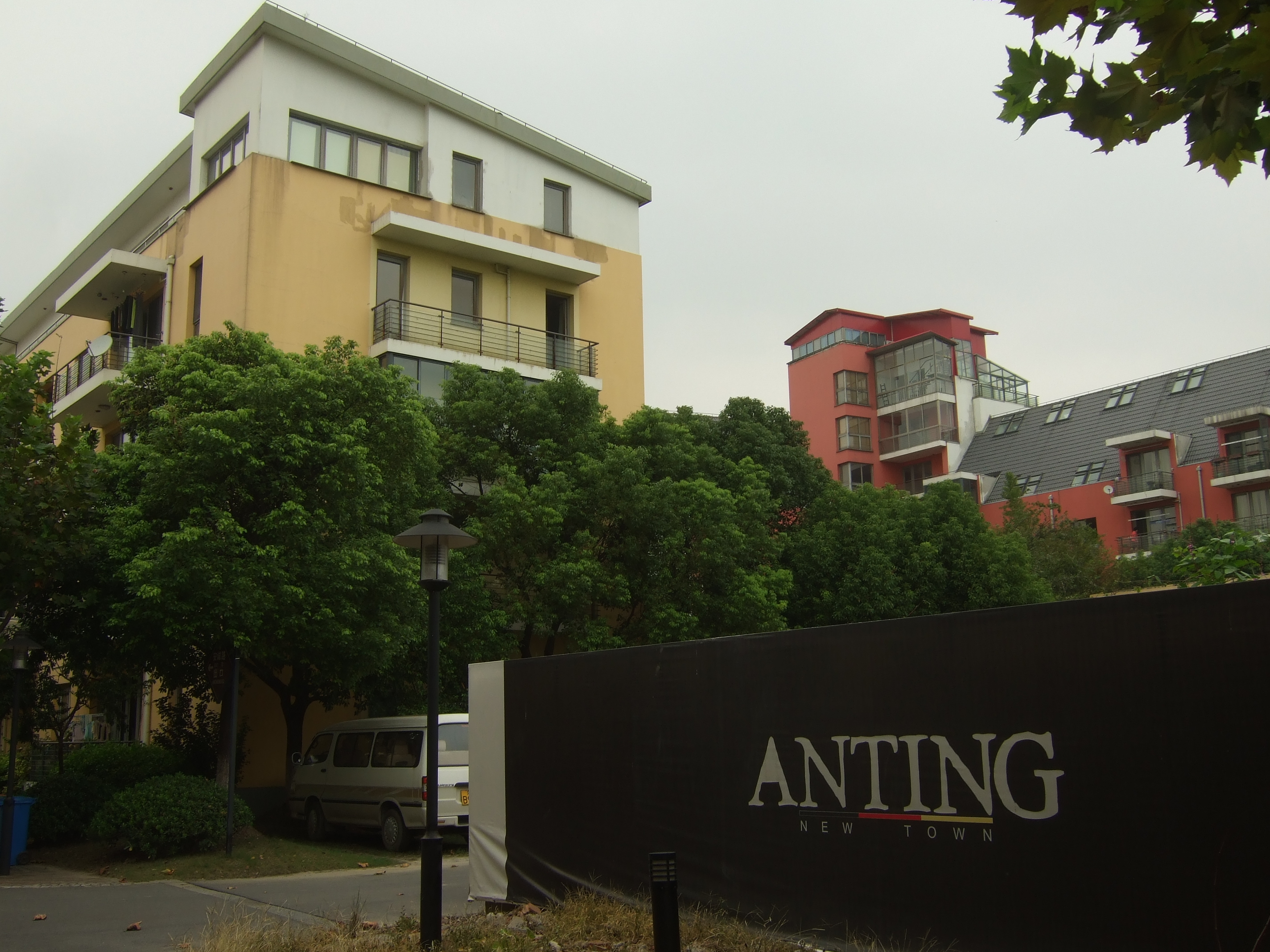
Anting New Town

Im Süden der Großgemeinde entstand 2007 im Rahmen der Erweiterung zur Autostadt Anting bzw. Anting New Town (chinesisch 安亭新镇, Pinyin Āntíng Xīn Zhèn) eine vom Architektenbüro AS&P (Albert Speer und Partner GmbH, Frankfurt am Main) entworfene Neubausiedlung nach deutschem Vorbild: German Town Anting (chinesisch 安亭德国镇, Pinyin Āntíng Déguó Zhèn). Sie ist ein Teil des Städtebauprojekts „One City, Nine Towns“. Die musterhafte Siedlung wurde überwiegend mit 4-stöckigen Häusern nach deutschem Baustandard sowie unter Beachtung ökologischer Aspekte errichtet. Die Straßenzüge und öffentlichen Räume sind in Anlehnung an deutsche Mittelstädte kompakt gehalten und mit Sitzbänken, Brunnen und Grünanlagen aufgelockert.
Ab 2011 geriet Anting German Town als Geisterstadt wiederholt in die Schlagzeilen vor allem deutscher und englischer Medien. Der Stadtteil verfügt über eine Wohnraumkapazität für 25.000 Menschen. Hingegen soll die Einwohnerzahl bis 2014 auf nur 7.000 gestiegen sein. Als Ursachen wurden vor allem die Lage, Erreichbarkeit und hohen Immobilienpreise genannt.
Für eine Eigentumswohnung mussten in Anting German Town 2010 etwa 13.000 CNY pro Quadratmeter gezahlt werden, was etwa 1.600 Euro entsprach. Jedoch lag der Quadratmeterpreis im inneren Ring von Shanghai zu diesem Zeitpunkt bereits bei bis zu 30.000 CNY, im direkten Zentrum noch höher. Ab 2012 stellte die Stadtregierung Shanghais die erforderlichen Mittel zum Ausbau der Infrastruktur zur Verfügung. Seit Oktober 2014 hält die Shanghaier U-Bahn-Linie 11 in Anting, Schulen und Kindergärten folgten. Gleichzeitig treiben seit 2015 enorm gestiegene Wohnungspreise die Menschen aus Shanghais Innenstadt an die Stadtgrenzen – und damit auch nach Anting.

## Städtepartnerschaften
Anting unterhält unter anderem eine Städtepartnerschaft mit dem thüringischen Weimar in Deutschland.

## Administrative Gliederung
Anting setzt sich aus 14 Einwohnergemeinschaften und 44 Dörfern zusammen. Diese sind:
| Einwohnergemeinschaft Yingchun (迎春社区), Regierungssitz der Großgemeinde; Einwohnergemeinschaft Botai (博泰社区); Einwohnergemeinschaft Chunshengyuan (春盛苑社区); Einwohnergemeinschaft Fangtai (方泰社区); Einwohnergemeinschaft Hongmei (红梅社区); Einwohnergemeinschaft Huangdu (黄渡社区); Einwohnergemeinschaft Laiying (莱英社区); Einwohnergemeinschaft Lüyuan (绿苑社区); Einwohnergemeinschaft Qinfu (沁富社区); Einwohnergemeinschaft Xinyuan (新源社区); Einwohnergemeinschaft Yulan Nr. 1 (玉兰第一社区); Einwohnergemeinschaft Yulan Nr. 2 (玉兰第二社区); Einwohnergemeinschaft Yulan Nr. 3 (玉兰第三社区); Einwohnergemeinschaft Zijing (紫荆社区); Dorf Dengjiajiao (邓家角村); Dorf Dongjie (东街村); Dorf Fangtai (方泰村); Dorf Gongmin (龚闵村); Dorf Guangming (光明村); Dorf Gujia (顾家村); Dorf Gulei (顾垒村); Dorf Gupu (顾浦村); Dorf Henghe (横河村); Dorf Huangqiang (黄墙村); Dorf Huangshen (黄沈村); Dorf Huoju (火炬村); Dorf Lantang (兰塘村); Dorf Laozhai (老宅村); Dorf Lianqun (联群村); | Dorf Lianxi (联西村); Dorf Linjia (林家村); Dorf Luojia (罗家村); Dorf Lüpu (吕浦村); Dorf Luxiang (陆象村); Dorf Mengjing (孟泾村); Dorf Nan’an (南安村); Dorf Nigang (泥岗村); Dorf Ousi (讴思村); Dorf Qianjia (钱家村); Dorf Qianjin (前进村); Dorf Shuangpu (双浦村); Dorf Shuichan (水产村); Dorf Shuichan/Fangtai (水产村/方泰); Dorf Tamiao (塔庙村); Dorf Tangzhuang (塘庄村); Dorf Xianfeng (先锋村); Dorf Xiangyang (向阳村); Dorf Xingguang (星光村); Dorf Xingming (星明村); Dorf Xingta (星塔村); Dorf Xinjing (新泾村); Dorf Xiyuan (西元村); Dorf Xujia (许家村); Dorf Yangmuqiao (杨木桥村); Dorf Zhangpu (漳浦村); Dorf Zhaoxiang (赵巷村); Dorf Zhujia (朱家村); Dorf Zhujing (朱泾村); |